# Springfield (Simpsonowie)
Springfield - fikcyjne miasto, w którym osadzona jest akcja telewizyjnego serialu animowanego "Simpsonowie".

## Lokalizacja
W kadrze po prawej z 4 odcinka 10 sezonu serialu "The Simpsons" przedstawiony został graficznie sygnał nadawany przez Maggie z jej pokoju. Ów kadr pozwala nam stwierdzić gdzie dokładnie według autorów leży Springfield po przeniesieniu (w 22 odcinku 9 sezonu miasto zostaje przeniesione ze względu na znaczne zanieczyszczenie środowiska).

## Charakterystyka miasta
Springfield zostało założone w 1796 przez Jebediasza Obediasza Zachariasza Jedediasza Springfielda. Miasto sąsiaduje z miejscowościami Shelbyville, Capitol City oraz Waverly Hills. Fikcyjny charakter miasta podkreśla fakt, że stan w którym leży Springfield jest w serialu nienazwany (w jednym z odcinków zostało powiedziane, że Szkoła Podstawowa w Springfield była najgorszą w stanie Missouri, po czym została w całości przeniesiona do Springfield), choć według Neda Flandersa graniczy on ze stanami Ohio, Nevada, Maine oraz Kentucky, co jest geograficznie niemożliwe. Miasto według różnych odcinków leży nad morzem (lub oceanem), albo nad jeziorem (w filmie Simpsonowie: Wersja kinowa widać to bardzo dokładnie). Odcinek pt. Na ratunek manatom każe domniemywać, że miasto leży gdzieś w południowych stanach niedaleko od morskiego wybrzeża (manaty występują od Florydy po północne wybrzeża Brazylii). W odcinku 'Kometa Barta' dowiadujemy się, że miasto ma jedno połączenie z lądem przez most.
Mimo że Springfield przedstawiane jest w serialu jako niewielkie miasteczko, a nie rozległa metropolia, to na terenie miasta znajdują się między innymi elektrownia atomowa, w której pracuje Homer Simpson, kościół (protestancki, do którego chodzą główni bohaterowie serialu, katolicki oraz Kościół Episkopalny w Stanach Zjednoczonych), klasztor, trzy szkoły podstawowe (m.in. szkoła prywatna oraz ta, do której uczęszczają Bart i Lisa Simpson), kilka uczelni wyższych, Zoo, kilka muzeów, stadion baseballowy, lotnisko, port morski, kasyno, kilka wysokich gór (m.in. Murderhorn), tor wyścigów psów, płonące od 35 lat wysypisko starych opon samochodowych, dzielnice: chińska, tybetańska, rosyjska, włoska, grecka oraz żydowska, bar prowadzony przez Moe Szyslaka, sklep Kwik-E-Mart prowadzony przez Apu Nahasapeemapetilona, wiele innych sklepów i centrów handlowych, a także kręgielnia.

## Nazwa
Springfield jest pospolitą nazwą miejscowości w Stanach Zjednoczonych. Miejscowości o tej nazwie można znaleźć w 34 różnych stanach; co najmniej cztery w Wisconsin i nie mniej niż dziewięć w Pensylwanii. Twórca serialu, Matt Groening, wybrał tę nazwę właśnie ze względu na jej powszechność.